# Teoría S
La Teoría S (S Theory) es una teoría cuántica de la gravedad introducida por Itzhak Bars en 1997, como una extensión de la Teoría M en 13 dimensiones (13D). 
Es una teoría que representa una super-álgebra máximamente extendida con 32 generadores fermiónicos y 528 bosónicos, y cuyo objetivo es investigar las propiedades no perturbativas de la teoría secreta que está detrás de las cuerdas y otras p-branas. La estructura de simetría de esta álgebra implica la existencia de al menos 13 dimensiones, algunas de las cuales permanecen ocultas desde el punto de vista de los enfoques perturbativos que involucran p-branas. Implica una teoría de supergravedad covariante SO(10,2) como el límite de la teoría secreta que está detrás de las teorías de supercuerdas.

## Panorama general
Las dualidades de cuerdas y p-branas descansan en la noción de que hay una teoría supersimétrica secreta, fascinante y misteriosa, la cual puede ser la Teoría M, la Teoría F, la Teoría S u otra más compleja. Incluyen todas las posibles p-branas abiertas y cerradas, tales como cuerdas, membranas, 5-branas, etc. Así como las extensiones centrales singulares de Lorentz están detrás del tratamiento de las propiedades no perturbativas de la  Teoría M y la  Teoría F, las extensiones centrales no singulares de Lorentz están detrás del tratamiento de las propiedades no perturbativas de la Teoría S. Su presencia es requerida para ver el alcance completo de las dimensiones ocultas y de las simetrías de dualidad presentes en la teoría secreta de supercuerdas. La superalgebra de la Teoría S será más difícil pero más interesante, ya que debería permitir encontrar relaciones entre los resultados de las Teorías M, F y S.